# When I Was the Most Beautiful
When I Was the Most Beautiful (en hangul, 내가 가장 예뻤을때; RR: Naega Gajang Yeppeosseulttae) es una serie de televisión surcoreana dirigida por Oh Kyung-hoon y protagonizada por Im Soo-hyang, Ji Soo, Ha Seok-jin y Hwang Seung-eon. Fue producida por May Queen Pictures y RaemongRaein Co. Ltd. para MBC,  y se emitió en MBC TV los miércoles y jueves a las 21:30 horas (KST) desde el 19 de agosto hasta el 15 de octubre de 2020.

## Sinopsis
La serie narra la historia Oh Ye-ji (Im Soo-hyang), una estudiante de arte que sueña con convertirse en ceramista. Va a la escuela en Yangpyeong como estudiante y profesora, y allí conoce a los hermanos Seo Hwan (Ji Soo) y Seo Jin (Ha Seok-jin). Hwan, que es alumno de Ye-ji, se enamora de ella y la lleva al taller de su padre para confesarle sus sentimientos. Aun así, en el taller, Ye-ji conoce Jin. Sin embargo, en el taller, Ye-ji conoce a Jin. Aunque Jin es consciente de los sentimientos de Hwan hacia Ye-ji, no duda en ganarse su corazón y finalmente se compromete con ella. De la noche a la mañana, aquellos que estaban destinados a ser los más unidos terminan convirtiéndose en los peores enemigos por causa de un giro del destino.  Debatiéndose entre el deseo y el amor, los tres luchan por descubrir qué es lo correcto durante el momento más hermoso de sus vidas.

## Reparto

### Principal
- Im Soo-hyang como Oh Ye-ji. Es una artista de cerámica. Tiene un corazón puro y un optimismo implacable y se niega a rendirse sin importar la situación. Ella sueña con encontrar la felicidad ordinaria, pero en un cruel giro del destino queda atrapada en un triángulo amoroso con dos hermanos, Seo Hwan y Seo Jin.
  - Kim Do-Hye como la joven Oh Ye-ji.
- Ji Soo como Seo Hwan. Diseñador de arquitectura, es un joven inocente que se enamora de Ye-ji a primera vista. Sus sentimientos lo enfrentan con su hermano mayor, Seo Jin, pero no puede dejar ir a su fatídico primer amor.[6]
  - Son Yi-hyun como el joven Seo Hwan.
- Ha Seok-jin como Seo Jin. Es piloto de carreras y líder de su equipo de rally. Es frío y reservado por fuera, pero despiadado en la búsqueda de lo que desea. Cuando conoce a Oh Ye-ji por primera vez en el taller de su padre, instintivamente se siente atraído por ella.[7]
  - Park Min-Sang como Seo Jin adolescente.
- Hwang Seung-eon como Carrie Jung. Es una gerente de patrocinadores en Koryo Monster y exnovia de Jin. Es una mujer carismática, que está intensamente celosa de su ex amante y tiene un carácter egoísta. Todavía está apasionadamente enamorada de Seo Jin y no puede resignarse a la ruptura.

### De apoyo

#### Personas cercanas a Seo Hwan
- Park Ji-young como Kim Yeon-da, la madre de Hwan.
- Choi Jong-hwan como Seo Sung-gon, el padre de Hwan.
- Jeon Yu-lim como Jung Da-woon, hija única de Il-hwa y compañera de clase de Seo Hwan, del que está enamorada.
- Son Bo-seung como Baek Jung-il, compañero de clase de Seo Hwan y amigo también de Da-woon.
- Joo In-young como Hong Il-hwa, madre de Da-woon, tiene una floristería.
- Lee Seung-il como Song In-ho, compañero de clase de Seo Hwan.
- Stephanie Lee como Amber, compañera de clase de la universidad de Seo Hwan.

#### Personas cercanas a Oh Ye-ji
- Kim Mi-kyung como Kim Go-woon, la madre de Ye-ji.
- Kim Jung-tae como el padre de Ye-ji.
- Shin Yi como Oh Ji-young, la tía de Ye-ji.
- Jung Eun-pyo como Lee Kyeong-sik, tío de Ye-ji.
- Kim No-jin como Lee Chan-hee, prima de Ye-ji.
- Lee Dong-ha como Ryu Sueng-min, abogado y exnovio de Ye-ji.

#### Personas cercanas a Seo Jin
- Park Ji-young como Kim Yeon-da, la madre de Jin.
- Choi Jong-hwan como Seo Sung-gon, el padre de Jin.
- Lee Jae-yong como el presidente Bang, propietario de Koryeo Oils, patrocinador de Jin.
- Kim Tae-gyeom como Kang Ki-seok, del equipo de carreras de Jin y antiguo campeón.
- Jung Wook-jin como Park Woo-geun, mecánico del equipo de carreras de Jin.

#### Otros
- Kwon Hyuk como Kim Yeon Cheol.
- Jung Wook-jin como Park Woo-geun.
- Seo Eun-woo como Yoon Ji-Yang (episodios 1-3).
- Daniel Joey Albright como Sam (episodios 1-3).
- Lee Seung-il como Song In-ho.
- Shin Dam-soo como el padre de Song In-ho.
- Hwang Hyo-eun como la madre de Song In-ho.
- Lee Eun-jae (aparición especial, episodio 16).[8]
- Hwang Hyo-eun (aparición especial).

## Producción
Un primer esbozo del guion había sido elaborado quince años antes por el escritor Jo Hyun-kyung, pero este no lo desarrolló porque consideró que sería difícil para el público aceptar una historia poco convencional. El título de la serie está tomado de un poema escrito por la poeta japonesa Noriko Ibaragi.
La primera lectura de guion por el reparto de actores se llevó a cabo en abril de 2020 en el MBC Ilsan Dream Center, en la provincia de Gyeonggi, Corea del Sur.
La protagonista Im Soo-hyang sufrió un accidente durante el rodaje, debido a un error cometido por uno de sus compañeros de reparto. La actriz fue trasladada al hospital pero sus heridas se consideraron leves y fue dada de alta rápidamente.

## Banda sonora original
| Parte | Publicación              | N.º | Título                                                      | Artista          | Duración |
| ----- | ------------------------ | --- | ----------------------------------------------------------- | ---------------- | -------- |
| 1     | 19 de agosto de 2020     | 1   | Go With (동행)                                              | 1415             | 04:39    |
| 1     | 19 de agosto de 2020     | 2   | Go With (Inst.)                                             |                  | 04:39    |
| 2     | 27 de agosto de 2020     | 1   | Once (한번)                                                 | So Hyang         | 04:12    |
| 2     | 27 de agosto de 2020     | 2   | Once (Inst.)                                                |                  | 04:12    |
| 3     | 3 de septiembre de 2020  | 1   | You Should Be Happy (그대 행복해야 해요)                    | Jeon Sang Keun   | 03:34    |
| 3     | 3 de septiembre de 2020  | 2   | You Should Be Happy (Inst.)                                 |                  | 03:34    |
| 4     | 10 de septiembre de 2020 | 1   | The Days Engraved (새겨진 나날들이)                         | Lucia            | 03:54    |
| 4     | 10 de septiembre de 2020 | 2   | The Days Engraved (Inst.)                                   |                  | 03:54    |
| 5     | 17 de septiembre de 2020 | 1   | Walking The Way We Only Know (우리만 아는 그 길을 걸어가요) | Floody           | 03:21    |
| 5     | 17 de septiembre de 2020 | 2   | Walking The Way We Only Know (Inst.)                        |                  | 03:21    |
| 6     | 24 de septiembre de 2020 | 1   | Draw Into You (너로 물든다는 것)                            | Monday (Weeekly) | 03:28    |
| 6     | 24 de septiembre de 2020 | 2   | Draw Into You (Inst.)                                       |                  | 03:28    |
| 7     | 1 de octubre de 2020     | 1   | Dream of Mirror                                             | Jo Yuma (조유마) | 05:47    |
| 7     | 1 de octubre de 2020     | 2   | Dream of Mirror (Inst.)                                     |                  | 05:47    |

## Índices de audiencia
En la tabla inferior, en azul aparecen los índices más bajos, y en rojo los más altos. 
| Episodio | Fecha de emisión         | Índice de audiencia (Nielsen Korea) |
| Episodio | Fecha de emisión         | Nacional                            |
| -------- | ------------------------ | ----------------------------------- |
| 1        | 19 de agosto de 2020     | 2.4%                                |
| 2        | 19 de agosto de 2020     | 2.9%                                |
| 3        | 20 de agosto de 2020     | 2.0%                                |
| 4        | 20 de agosto de 2020     | 2.4%                                |
| 5        | 27 de agosto de 2020     | 1.9%                                |
| 6        | 27 de agosto de 2020     | 2.5%                                |
| 7        | 2 de septiembre de 2020  | 2.2%                                |
| 8        | 2 de septiembre de 2020  | 3.0%                                |
| 9        | 3 de septiembre de 2020  | 2.8%                                |
| 10       | 3 de septiembre de 2020  | 3.0%                                |
| 11       | 9 de septiembre de 2020  | 2.6%                                |
| 12       | 9 de septiembre de 2020  | 3.5%                                |
| 13       | 10 de septiembre de 2020 | 3.2%                                |
| 14       | 10 de septiembre de 2020 | 4.2%                                |
| 15       | 16 de septiembre de 2020 | 2.7%                                |
| 16       | 16 de septiembre de 2020 | 3.6%                                |
| 17       | 17 de septiembre de 2020 | 3.7%                                |
| 18       | 17 de septiembre de 2020 | 4.7%                                |
| 19       | 23 de septiembre de 2020 | 2.7%                                |
| 20       | 23 de septiembre de 2020 | 3.7%                                |
| 21       | 24 de septiembre de 2020 | 3.8%                                |
| 22       | 24 de septiembre de 2020 | 4.6%                                |
| 23       | 30 de septiembre de 2020 | 1.7%                                |
| 24       | 30 de septiembre de 2020 | 2.3%                                |
| 25       | 7 de octubre de 2020     | 2.6%                                |
| 26       | 7 de octubre de 2020     | 3.2%                                |
| 27       | 8 de octubre de 2020     | 3.4%                                |
| 28       | 8 de octubre de 2020     | 3.6%                                |
| 29       | 14 de octubre de 2020    | 3.1%                                |
| 30       | 14 de octubre de 2020    | 4.1%                                |
| 31       | 15 de octubre de 2020    | 3.9%                                |
| 32       | 15 de octubre de 2020    | 5.0%                                |
| Promedio | Promedio                 | 3.1%                                |

## Premios y nominaciones
| Año  | Premio           | Categoría                                                               | Candidato                     | Resultado  | Ref.   |
| ---- | ---------------- | ----------------------------------------------------------------------- | ----------------------------- | ---------- | ------ |
| 2020 | MBC Drama Awards | Mejor serie                                                             | When I Was the Most Beautiful | Candidata  | [ 13 ] |
| 2020 | MBC Drama Awards | Mejor pareja                                                            | Im Soo-hyang y Ji Soo         | Candidatos | [ 14 ] |
| 2020 | MBC Drama Awards | Premio a la gran excelencia - mejor actriz en serie de miércoles-jueves | Im Soo-hyang                  | Ganadora   | [ 15 ] |